# Galathea squamifera
Espèce
Galathea squamifera est une espèce de crustacés décapodes de la famille des Galatheidae.